# Bondo (Repubblica Democratica del Congo)
Bondo è un centro abitato della Repubblica Democratica del Congo, situato nella Provincia del Basso Uele.